# Copa AUF Uruguay
La Copa AUF Uruguay es un torneo de copa organizado por la Asociación Uruguaya de Fútbol en donde se enfrentan equipos de todas las divisionales del fútbol uruguayo y también clubes provenientes de la Organización del Fútbol del Interior. Se aprobó para realizar su primera edición en 2022.  
Con la creación de esta competencia, por primera vez equipos de todas las divisionales integrantes de la AUF se disputan el mismo trofeo, aunque existen antecedentes de torneos inter-divisional como el Torneo de Copa Alfredo Lois de 1969 y el Torneo Ciudad de Montevideo de 1973, que fueron disputados por clubes de primera y segunda división. Así mismo los únicos antecedentes de clubes de OFI compitiendo en torneos AUF se remontan a la Liga Mayor de 1978, los Torneos Integración de 1993, 1994 y 1996; y la Liguilla Pre-Libertadores de 1995 y 1997.

## Sistema de disputa
La Copa AUF Uruguay se disputa en sistema de eliminación directa por 32 equipos: 10 de Primera División, 6 de Segunda División, 4 de la Primera División Amateur, campeón y vicecampeón de la Divisional D de la Asociación Uruguaya de Fútbol y los equipos del interior clasificados a través de la Copa Nacional de Clubes de la Organización del Fútbol del Interior (10).
A partir de la edición de 2025, el campeón clasificará a la siguiente temporada de la Copa Libertadores.

## Historia

### Antecedentes
Existen pocos antecedentes de torneos que involucraran a equipos de Primera División en conjunto con equipos de otras categorías. El primero de ellos fue la disputa del Torneo de Copa Alfredo Lois de 1969, que incluyó a los clubes de Primera División y algunos incorporados de Primera "B". Posteriormente, en 1973, se disputó el Torneo Ciudad de Montevideo que incluyó a todos los equipos de Primera A y B, siendo el único antecedente en ese sentido.
Por su parte el primer antecedente de equipos de OFI compitiendo en torneos de AUF fue en la Liga Mayor, disputada de forma paralela al Campeonato Uruguayo. Esta copa tuvo en casi todas sus ediciones equipos únicamente de la Primera División, pero en su última competición incorporó algunos equipos de OFI y de la Segunda División. En esta competición los puntajes se acumulaban al Campeonato Uruguayo para definir la clasificación a las copas internacionales.
Posteriormente y en otro nivel, hubo torneos integradores que también servían como clasificatorios a la Liguilla Pre-Libertadores: los Campeonato Integración de 1993 y 1994, y el Torneo Nacional de 1996; así como la propia Liguilla que en sus ediciones de 1995 y 1997 incluyó clubes de OFI invitados directamente. Además, el Campeonato Nacional General Artigas también sumó a algunas selecciones del interior del país con los clubes de la Primera División de AUF.
Desde 2019 los equipos uruguayos estaban en conversaciones para volver a generar un torneo interdivisional, que reúna a equipos de todas las divisionales del fútbol uruguayo, de forma similar a lo que ocurre en otros países.

### Sus inicios
La primera edición la ganó Defensor Sporting, con un gol agónico ante La Luz, llevándose así el premio de USD 100.000. 
Esta edición se vio marcada por momentos históricos, como la eliminación de Nacional y Peñarol a manos de Rampla Juniors y La Luz Fútbol Club, clubes de la Segunda División de Uruguay.
En la edición de 2023 Defensor Sporting repitió el título, tras ganarle por penales la final a Montevideo City Torque. En esta edición el premio fue de USD 120.000 para utilizar en infraestructura, mientras que Sportivo Barracas, el mejor club OFI, se llevó USD 50.000.
En 2024 el violeta logra el tricampeonato, esta vez venciendo a Nacional en la final, nuevamente por penales. El premio fue de USD 150.000 para utilizar en infraestructura.
En 2025 la Copa otorga, por primera vez la Copa otorgará un cupo a la Copa Libertadores 2026, clasificando a su campeón como Uruguay 4.

## Campeones
| Año           | Campeón           | Resultado    | Subcampeón             | Sede de la final               | Sede de la final |
| ------------- | ----------------- | ------------ | ---------------------- | ------------------------------ | ---------------- |
| 2022 Detalles | Defensor Sporting | 1:0          | La Luz                 | Estadio Centenario, Montevideo |                  |
| 2023 Detalles | Defensor Sporting | 2:2 (4:2 p.) | Montevideo City Torque | Estadio Centenario, Montevideo |                  |
| 2024 Detalles | Defensor Sporting | 2:2 (3:1 p.) | Nacional               | Estadio Centenario, Montevideo |                  |

### Títulos por equipo
| Equipo                 | Títulos | Subtítulos | Años campeón     | Años subcampeón |
| ---------------------- | ------- | ---------- | ---------------- | --------------- |
| Defensor Sporting      | 3       | –          | 2022, 2023, 2024 | –               |
| La Luz                 | –       | 1          | –                | 2022            |
| Montevideo City Torque | –       | 1          | –                | 2023            |
| Nacional               | –       | 1          | –                | 2024            |

## Estadísticas históricas
- Primer partido en la historia del torneo: Tacuarembó 5–1 Cooper (22 de junio de 2022).
- Primer gol en la historia del torneo:  Douglas Jardel, para  Tacuarembó vs.  Cooper (22 de junio de 2022).
- Mayor número de goles marcados en un partido: (9)  Montevideo City Torque 8 - 1 Sportivo Barracas (11 de marzo de 2024).
- Mayor victoria local: (8-1)  Montevideo City Torque vs. Sportivo Barracas (11 de marzo de 2024).
- Mayor victoria visitante:  (0-7)  Potencia vs.  La Luz (27 de julio de 2022).

## Goleadores históricos
| Jugador                | Equipo                                 | Goles |
| ---------------------- | -------------------------------------- | ----- |
| Christian Alba         | Quilmes                                | 5     |
| Andrés Ferrari         | Defensor Sporting                      | 4     |
| Diego Herazo           | Nacional                               | 4     |
| Lucas Rodríguez Trezza | Montevideo City Torque                 | 4     |
| Andrés Berrueta        | Lavalleja                              | 3     |
| Xavier Biscayzacú      | Defensor Sporting                      | 3     |
| Ezequiel Cabral        | Sportivo Barracas                      | 3     |
| Matías Deorta          | Durazno                                | 3     |
| Leonardo Fernández     | Peñarol                                | 3     |
| Juan Pablo Hernández   | Wanderers (Durazno)                    | 3     |
| Sebastián López        | Lito                                   | 3     |
| Pedro Milans           | Peñarol / Juventud                     | 3     |
| Esteban Obregón        | Montevideo City Torque                 | 3     |
| Gonzalo Petit          | Nacional                               | 3     |
| Ignacio Pintos         | Danubio                                | 3     |
| Franco Pizzichillo     | Montevideo City Torque                 | 3     |
| Juan Ignacio Ramírez   | Nacional                               | 3     |
| Sebastián Ribas        | Montevideo City Torque / Albion        | 3     |
| Diego Sánchez Richieri | Central Español / Sud América / Albion | 3     |
| Horacio Sequeira       | La Luz                                 | 3     |
| Natanael Tabárez       | Ferro Carril                           | 3     |
| Lucas Viana            | Tacuarembó / Montevideo City Torque    | 3     |
| Joaquín Zeballos       | Montevideo City Torque                 | 3     |